# Шан (Об)
Шан (фр. Channes) — коммуна во Франции, находится в регионе Шампань — Арденны. Департамент — Об. Входит в состав кантона Рисе. Округ коммуны — Труа.
Код INSEE коммуны — 10079.
Коммуна расположена приблизительно в 175 км к юго-востоку от Парижа, в 115 км южнее Шалон-ан-Шампани, в 45 км к югу от Труа.

## Население
Население коммуны на 2008 год составляло 127 человек.
| 1962 | 1968 | 1975 | 1982 | 1990 | 1999 | 2008 |
| ---- | ---- | ---- | ---- | ---- | ---- | ---- |
| 160  | 180  | 178  | 166  | 148  | 143  | 127  |

## Администрация
| Период | Период | Фамилия       | Партия | Примечания |
| ------ | ------ | ------------- | ------ | ---------- |
| 1945   | 1963   | Фернан Моро   |        |            |
| 1963   | 1975   | Жан Февр      |        | пенсионер  |
| 1975   | 1989   | Анри Гийемино |        | строитель  |
| 1989   | 2001   | Жан Парис     |        |            |
| 2001   |        | Анни Морель   |        | винодел    |

## Экономика
В 2007 году среди 70 человек в трудоспособном возрасте (15—64 лет) 54 были экономически активными, 16 — неактивными (показатель активности — 77,1 %, в 1999 году было 72,8 %). Из 54 активных работали 53 человека (30 мужчин и 23 женщины), безработным был 1 мужчина. Среди 16 неактивных 4 человека были учениками или студентами, 11 — пенсионерами, 1 был неактивным по другим причинам.